# Paco Escribano
Rafael Tavárez Labrador (Santiago de los Caballeros; 18 de julio de 1917-Puerto Rico; 18 de julio de 1960), más conocido como Paco Escribano, fue un humorista y locutor dominicano. Se le considera el decano del humor en Santo Domingo.

## Locución
Paco Escribano tomó su nombre artístico de Paquita Escribano cantante española de la época. En los años cuarenta, Paco condujo un programa de humor en la radio dominicana de gran popularidad, contando entre sus más fieles escuchas con Julia Molina, madre del dictador Trujillo.  Este programa también se constituyó en  una fuente importante de denuncias, permitidas  en cierta medida por contar con la admiración de “Mamá Julia”,  quién más de una vez lo rescató de los elementos represivos del régimen.  Escribano fundamentó su trabajo en el uso de la ironía y el “repentismo”,  mediante el empleo de chistes sorpresivos.

## Fallecimiento
Murió el 18 de julio de 1960 en Puerto Rico y su cadáver fue llevado a Santo Domingo para su entierro. El traslado de su féretro desde el aeropuerto se constituyó en un multitudinario tributo póstumo al “El rey del disparate” y "El archipámpano de la carcajada" como también se le conoció en vida.